# Vera King
Vera King (* 1960 in Schramberg, Baden-Württemberg) ist eine deutsche Soziologin und Sozialpsychologin. Sie ist seit 2016 Professorin für Soziologie und Sozialpsychologie an der Goethe-Universität Frankfurt sowie Direktorin des Sigmund-Freud-Instituts in Frankfurt am Main.

## Werdegang
Nach dem Studium der Soziologie, Psychologie und Erziehungswissenschaft promovierte Vera King 1994 an der Universität Frankfurt am Main über die Bedeutung von Freuds Fallgeschichte das „Bruchstück einer Hysterie-Analyse“ im Theorieentstehungsprozess der Psychoanalyse. 2002 schloss sie die Habilitation über „Die Entstehung des Neuen in der Adoleszenz. Individuation, Generativität und Geschlecht in modernisierten Gesellschaften“ mit der Venia legendi für Soziologie ab und nahm einen Ruf an die Universität Hamburg an. Von 2002 bis 2016 war sie Professorin in der Fakultät für Erziehungswissenschaft der Universität Hamburg mit Schwerpunkten Sozialisations- und Entwicklungsforschung. Im März 2016 übernahm sie die Kooperationsprofessur für Soziologie und psychoanalytische Sozialpsychologie an der Goethe-Universität Frankfurt in Verbindung mit der Position einer Direktorin am Sigmund-Freud-Institut. Seit November 2016 ist sie Geschäftsführende Direktorin des Sigmund-Freud-Instituts in Frankfurt am Main.

## Werk
Im Zentrum von Vera Kings Forschungen und Publikationen liegt insbesondere die Analyse von Zusammenhängen zwischen gesellschaftlichen Bedingungen und individuellen Entwicklungen, zwischen Kultur und Psyche. Dazu hat sie Projekte u. a. im Bereich der Jugend- und Adoleszenzforschung, der Familien- und Generationenforschung sowie der sozialpsychologischen Kulturanalysen durchgeführt und publiziert. Der Band ‚Weibliche Adoleszenz‘, herausgegeben 1992 mit Karin Flaake, verknüpfte sozial- und kulturwissenschaftliche Analysen mit entwicklungspsychologischen und psychoanalytischen Perspektiven. In späteren Arbeiten untersuchte sie die Bedeutung der Jugend/Adoleszenz und des ‚adoleszenten Möglichkeitsraums‘ für biographische und kulturelle Entwicklungen. Sie arbeitete insbesondere die intergenerationale Dynamik der Adoleszenz heraus und entwickelte ein Konzept von Generativität im Schnittpunkt von Subjekt- und Kulturtheorie. Die Erforschung der Bedeutung von Generationenbeziehungen ist zudem Gegenstand von Studien über Familien und psychosoziale Entwicklungen von Eltern, Kindern und Adoleszenten im Kontext von Migration und Flucht.
Vera King forscht überdies zu psychosozialen und psychischen Folgen von Optimierungsdynamiken, veränderten Zeitverhältnissen und Digitalisierung und vor diesem Hintergrund auch zur Sozialpsychologie des Autoritarismus und Populismus. Sie ist u. a. Sprecherin der transdisziplinären Forschungsprojekte ‚Aporien der Perfektionierung in der beschleunigten Moderne‘ sowie des Projekts ‚Das vermessene Leben. Produktive und kontraproduktive Folgen digital quantifizierender Optimierung‘, die sie jeweils gemeinsam mit Benigna Gerisch und Hartmut Rosa leitet (gefördert von der Volkswagenstiftung in der Förderlinie ‚Schlüsselthemen für Wissenschaft und Gesellschaft‘). Dabei werden jeweils kulturelle und organisationale Wandlungen der Arbeitswelt auch mit Blick auf ihre Bedeutungen und Folgen für biographische Verläufe, für psychische Bewältigungsformen und Muster der Lebensführung untersucht.

## Funktionen
Vera King ist Mitherausgeberin der Zeitschriften Psyche und Psychosozial.
Sie ist Mitglied des Stiftungs- und Aufsichtsrats der International Psychoanalytic University Berlin (IPU), wissenschaftliche Beirätin des Scientific Advisory Board am Freiburg Institute for Advanced Studies der Universität Freiburg und der Ärztlichen Akademie für Psychotherapie von Kindern und Jugendlichen, Mitglied des Comité scientifique international der Association Internationale Interactions de la Psychanalyse (A2IP) sowie wissenschaftliche Beirätin verschiedener Fachzeitschriften, u. a. der Zeitschrift Diskurs Kindheits- und Jugendforschung, der Zeitschrift Familiendynamik und der Zeitschrift Kinder- und Jugendlichen-Psychotherapie (KJP).

## Schriften (Auswahl)
- 2023: Susanne Benzel, Vera King, Hans-Christoph Koller, Patrick Meurs & Heinz Weiß (Hrsg.): Adoleszenz und Generationendynamik im Kontext von Migration und Flucht. Wiesbaden: Springer VS, ISBN 978-3-658-42008-6.[13]
- 2022: Vera King: Sozioanalyse. Zur Psychoanalyse des Sozialen mit Pierre Bourdieu. Psychosozial Verlag, Gießen, ISBN 978-3-8379-3233-1.[14]
- 2021: Vera King, Benigna Gerisch, Hartmut Rosa (Hrsg.): Lost in Perfection. Zur Optimierung von Gesellschaft und Psyche. Berlin: Suhrkamp, ISBN 978-3-518-29955-5[11]
- 2021: Vera King, Ferdinand Sutterlüty (Hrsg.): Schwerpunkt: Destruktivität und Regression im Rechtspopulismus. WestEnd. Zeitschrift für Sozialforschung 1/2021[9]
- 2019: Vera King, Benigna Gerisch (Hrsg.): Psyche und Kultur in Zeiten digitalen Wandels, Doppelheft der Zeitschrift Psyche (Sept./Okt. 2019)
- 2019: Vera King, Benigna Gerisch, Hartmut Rosa (editors). Lost in Perfection, Impacts of Optimisation on Culture and Psyche. Routledge, 1st Edition
- 2015: Vera King, Benigna Gerisch (Hrsg.): Perfektionierung und Destruktivität. Schwerpunktheft der Zeitschrift Psychosozial. 2015, H. 3.
- 2013: Vera King, Burkhard Müller (Hrsg.): Lebensgeschichten junger Frauen und Männer mit Migrationshintergrund in Deutschland und Frankreich. Interkulturelle Analysen eines deutsch-französischen Jugendforschungsprojekts. (= Schriftenreihe des Deutsch-Französischen Jugendwerks Dialoge – Dialogues. Bd. 3), Waxmann, Münster, ISBN 978-3-8379-3233-1.
- 2012: Peter Bründl, Vera King: Herausgeber des Jahrbuchs für Kinder- und Jugendlichen-Psychologie, Bd. 1: Adoleszenz – gelingende und misslingende Transformationen. Frankfurt am Main: Brandes & Apsel.
- 2012: Herausgeberin des Schwerpunktes: Veränderte Zeiten in Kindheit und Jugend. Diskurs Kindheits- und Jugendforschung. Jg. 7, H. 1.
- 2009: Vera King, Benigna Gerisch (Hrsg.): Zeitgewinn und Selbstverlust. Folgen und Grenzen der Beschleunigung in der späten Moderne. Frankfurt am Main: Campus, ISBN 978-3-593-39029-1.
- 2006: Vera King, Hans-Christoph Koller (Hrsg.): Adoleszenz – Migration – Bildung. Bildungsprozesse Jugendlicher und junger Erwachsener mit Migrationshintergrund. Wiesbaden: VS. Zweite erweiterte Auflage 2009, ISBN 978-3-531-16471-7.
- 2005: Vera King, Karin Flaake (Hrsg.): Männliche Adoleszenz. Sozialisation und Bildungsprozesse zwischen Kindheit und Erwachsensein. Frankfurt am Main: Campus, ISBN 978-3-593-37842-8.
- 2002: Die Entstehung des Neuen in der Adoleszenz. Individuation, Generativität und Geschlecht in modernisierten Gesellschaften. Opladen: Leske und Budrich (Habilitationsschrift). 2. Auflage Wiesbaden: Springer, 2013, ISBN 978-3-8100-3562-2.
- 2000: Hans Bosse, Vera King (Hrsg.): Männlichkeitsentwürfe. Wandlungen und Widerstände im Geschlechterverhältnis. Frankfurt am Main: Campus.
- 1995: Vera King: Die Urszene der Psychoanalyse. Adoleszenz und Geschlechterspannung im Fall Dora. Stuttgart: VIP/Klett-Cotta (Dissertation), ISBN 978-3-608-91755-0.
- 1992: Karin Flaake, Vera King: Weibliche Adoleszenz. Zur Sozialisation junger Frauen. Frankfurt am Main: Campus. 4. Auflage 1998.